# Liste der Bodendenkmäler in Oberdachstetten
Auf dieser Seite sind die Bodendenkmäler in der mittelfränkischen Gemeinde Oberdachstetten zusammengestellt. Diese Tabelle ist eine Teilliste der Liste der Bodendenkmäler in Bayern. Grundlage ist die Bayerische Denkmalliste, die auf Basis des Bayerischen Denkmalschutzgesetzes vom 1. Oktober 1973 erstmals erstellt wurde und seither durch das Bayerische Landesamt für Denkmalpflege geführt wird. Die folgenden Angaben ersetzen nicht die rechtsverbindliche Auskunft der Denkmalschutzbehörde.

## Bodendenkmäler der Gemeinde Oberdachstetten

### Bodendenkmäler in der Gemarkung Anfelden
| Lage                | Objekt                                                           | Akten-Nr.     | Bild |
| ------------------- | ---------------------------------------------------------------- | ------------- | ---- |
| Anfelden (Standort) | Siedlung des Neolithikums.                                       | D-5-6528-0140 |      |
| Anfelden (Standort) | Freilandstation des Mesolithikums und Siedlung des Neolithikums. | D-5-6528-0141 |      |

### Bodendenkmäler in der Gemarkung Mitteldachstetten
| Lage                         | Objekt | Akten-Nr.     | Bild |
| ---------------------------- | --- | ------------- | ---- |
| Mitteldachstetten (Standort) | Freilandstation des Mesolithikums, Siedlung des Neolithikums und der Latènezeit.                                                                                               | D-5-6528-0171 |      |
| Mitteldachstetten (Standort) | Mittelalterliche und frühneuzeitliche Befunde im Bereich der Evangelisch-Lutherischen Pfarrkirche, Friedhof des Mittelalters und der frühen Neuzeit.                           | D-5-6528-0232 |      |
| Mitteldachstetten (Standort) | Mittelalterliche und frühneuzeitliche Befunde im Bereich der Evangelisch-Lutherischen Filialkirche St. Kilian und Kunigunde, Friedhof des Mittelalters und der frühen Neuzeit. | D-5-6528-0234 |      |
| Mitteldachstetten (Standort) | Mittelalterlicher Burgstall. | D-5-6628-0025 |      |
| Mitteldachstetten (Standort) | Mittelalterlicher Turmhügel. | D-5-6628-0074 |      |
| Mitteldachstetten (Standort) | Burgstall des Mittelalters. | D-5-6628-0075 |      |

### Bodendenkmäler in der Gemarkung Oberdachstetten
| Lage                       | Objekt | Akten-Nr.     | Bild |
| -------------------------- | --- | ------------- | ---- |
| Oberdachstetten (Standort) | Bestattungsplatz vorgeschichtlicher Zeitstellung mit Grabhügeln mit Bestattungen der Bronzezeit.                                                                      | D-5-6528-0149 |      |
| Oberdachstetten (Standort) | Mittelalterliche Kapellenwüstung zum Heiligen Kreuz. | D-5-6528-0162 |      |
| Oberdachstetten (Standort) | Siedlung der Steinzeiten. | D-5-6528-0227 |      |
| Oberdachstetten (Standort) | Mittelalterliche und frühneuzeitliche Befunde im Bereich der Evangelisch-Lutherischen Pfarrkirche St. Bartholomäus, Friedhof des Mittelalters und der frühen Neuzeit. | D-5-6528-0229 |      |